# Billy Beane
William Lamar "Billy" Beane III (ur. 29 marca 1962 w Orlando, w stanie Floryda) – amerykański baseballista, który występował na pozycji zapolowego przez 6 sezonów w Major League Baseball, wiceprezes i menedżer generalny amerykańskiej drużyny baseballowej Oakland Athletics z Oakland w stanie Kalifornia; twórca pionierskiej metody statystycznej z zakresu ekonomii baseballu, która pozwala na ocenę graczy. Historię Beane'a i powstawanie jego metody opisał w 2003 roku Michael Lewis w książce Moneyball: The Art of Winning an Unfair Game. Na jej podstawie w 2011 roku nakręcono film fabularny Moneyball z Bradem Pittem w roli Beane’a.